# Quetame
Quetame è un comune della Colombia facente parte del dipartimento di Cundinamarca.
Il centro abitato venne fondato da Josè Joaquin Guarin nel 1826, mentre l'istituzione del comune è del 1832.